# Абрамов Володимир Олексійович
Абрамов Володимир (1882, Старобільськ, Старобільський повіт, Харківська губернія — 19 лютого 1919, Геленджик) — старобільський повітовий комісар Тимчасового уряду (1917), голова Старобільської повітової управи (1917).
Народився у сім'ї купця.

Закінчив Старобільську гімназію, навчався у Санкт-Петербурзькому гірничому інституті.

За участь у студентських заворушеннях відрахований з інституту та ув'язнений на один рік. 

Вийшовши на волю продовжив навчання у Московському університеті.
Після закінчення університету займався науковою діяльністю. Очолював наукову експедицію з вивчення пустелі Мойинкум та гір Олексіївського хребта.
Кандидат природничих наук.
У 1905 р. брав участь у московському повстанні. Член РСДРП.
Після смерті батька повернувся до Старобільська, Працював інспектором казенних земель, головою земської казни дрібного кредиту.
Після Лютневої революції — голова Старобільської земської управи та повітовий комісар.
У грудні 1918 р., рятуючись від більшовиків, виїхав до Ростова-на-Дону. Згодом — до Новоросійська та Геленджика, де захворів на тиф та помер.